# Aquapeziza
Aquapeziza — монотиповий рід грибів родини пецицові (Pezizaceae). Назва вперше опублікована 2012 року.

## Класифікація
До роду Aquapeziza відносять 1 вид:
- Aquapeziza globispora.

## Поширення та середовище існування
Знайдений на дереві, зануреному у потік, провінція Юньнань, Китай.